# 山科車站
山科車站（日语：／ Yamashina eki */?）是一位於日本京都府京都市山科區上野御所之內町，由西日本旅客鐵道（JR西日本）、京都市交通局所共用的鐵路車站。2003年（平成15年），入選近畿車站百選（第四回）。

## 車站概要
山科車站是JR西日本所屬的兩條幹線、東海道本線與湖西線的分歧點，也是JR系統與京都市營地下鐵（東西線）主要的交會站。山科是JR湖西線名義上的西端起點，站內設有該路線的零公里里程桿，但在實務上行駛於該線上的列車，其實都會繼續前進至隔鄰的京都車站才折返。
除了JR與京都市營地下鐵外，在山科車站站前廣場上，尚可見到京阪電氣鐵道所屬的車站、京阪山科車站（京阪山科駅）。京阪山科是連結京都與大津的京津線沿線車站之一，由於只需少許的步行即能往返於JR與京阪所屬的站區之間，轉車便利。

## 車站構造

### JR西日本
月台位於地壘上，可對應12節編組列車的島式月台2面4線。

#### 月台配置
| 月台 | 軌道     | 路線                     | 目的地             | 備註                               |
| ---- | -------- | ------------------------ | ------------------ | ---------------------------------- |
| 1    | 下行外側 | 琵琶湖線 （包括 湖西線） | 京都、大阪方向     | 全部特急與湖西線列車均在此月台     |
| 2    | 下行內側 | 琵琶湖線                 | 京都、大阪方向     | 大部分從米原開出的普通、新快速列車 |
| 3    | 上行內側 | 琵琶湖線                 | 草津、米原方向     | 原則上在此月台                     |
| 3    | 上行內側 | 湖西線                   | 堅田、近江今津方向 | 原則上在此月台                     |
| 4    | 上行外側 | 琵琶湖線                 | 草津、米原方向     | 所有特急與部分列車                 |
| 4    | 上行外側 | 湖西線                   | 堅田、近江今津方向 | 繁忙時間的部分列車                 |

配線圖
| ← 東海道本線 （琵琶湖線） 草津、米原、 敦賀方向 | 西日本旅客鐵道 山科站附近的配線略圖 | → 東海道本線 （琵琶湖線） 京都、大阪、 姬路方向 |
| | ↓ 湖西線 堅田、近江今津 敦賀方向    |                                                 |
| 图例 参考文献：以下を参考に作成。 * 「JR西日本 東海道本線 米原-神戸間 線路配線略図」、「特集 東海道本線2」、『鉄道ファン』 第48巻1号（通巻第561号） 2008年1月号、折込、交友社、2008年 * 井上孝司 『配線略図で広がる鉄の世界 - 路線を読み解く&作る本』 ISBN 978-4-7980-2200-0、 秀和システム、2009、105頁 * JR西日本公式ホームページ JRおでかけネット - 山科駅 - 構内図 |                                     |                                                 |

### 京都市營地下鐵
設有月台幕門的島式月台1面2線。地下鐵東西線的車站制定了各站的車站顏色，山科站的車站顏色為紫藤色。

#### 月台配置
| 月台 | 路線   | 目的地                   |
| ---- | ------ | ------------------------ |
| 1    | 東西線 | 烏丸御池、太秦天神川方向 |
| 2    | 東西線 | 醍醐、六地藏方向         |

## 利用狀況
作為睡城都市化的山科區內唯一JR車站，往京都、大阪方向的通勤通學客眾多，而滋賀縣內湖西線各站、琵琶湖線各站間的轉乘站（尤其高校生）也較多。草津延長運行開始時通過的新快速，之後使用人數增加與方便湖西線轉乘琵琶湖線也增停。另外為滿足通勤客，特急「遙」、「琵琶湖特快」也停靠此站。
另一邊的地下鐵車站，山科區內往京都市中心部的通勤通學客，JR途經地下鐵往京都市中心部分，或是地下鐵醍醐方向轉乘JR的轉乘客也較多。
雖然是京都市內車站，卻沒有覆蓋京都市內的京都市營巴士停靠。取而代之的是京阪巴士構築由山科區至伏見區的路線網，山科站成為京阪巴士的總站之一。
JR西日本等自2007年起，為了減少市內巴士擁擠，開始進行公關促進遊客在京都市內移動使用鐵路利用，往南禪寺與平安神宮等東山地域的觀光地建議在山科站轉乘地下鐵東西線。如果使用單程票乘搭超過201公里，作為「京都市內」此站不需額外付費，而近距離，尤其來自大阪、神戶方向的電車特定區間與特定區間車費對象以外，車費比在京都站下車更貴。
JR西日本 - 2018年度1日平均上車人次為34,721人，作為JR西日本車站排行第20位。
京都市營地下鐵 - 2018年度1日平均上下車人次為44,663人。
JR西日本車站1日平均上車人次與京都市交通局車站1日平均上車人次和上下車人次推移如下表。
| 年度   | JR西日本         | 京都市營地下鐵   | 京都市營地下鐵     |
| 年度   | 1日平均 上車人次 | 1日平均 上車人次 | 1日平均 上下車人次 |
| ------ | ---------------- | ---------------- | ------------------ |
| 1999年 | 29,123           | 17,492           | 35,276             |
| 2000年 | 29,263           | 17,740           | 35,838             |
| 2001年 | 29,063           | 18,244           | 36,773             |
| 2002年 | 28,833           | 18,329           | 36,885             |
| 2003年 | 29,123           | 18,585           | 37,377             |
| 2004年 | 29,238           | 18,674           | 37,537             |
| 2005年 | 29,786           | 18,726           | 37,704             |
| 2006年 | 30,211           | 18,756           | 37,921             |
| 2007年 | 30,587           | 18,967           | 38,210             |
| 2008年 | 31,241           | 19,655           | 39,932             |
| 2009年 | 31,101           | 20,159           | 40,562             |
| 2010年 | 31,414           | 19,978           | 40,291             |
| 2011年 | 31,672           | 20,181           | 40,701             |
| 2012年 | 32,128           | 20,342           | 41,028             |
| 2013年 | 33,227           | 20,274           | 40,887             |
| 2014年 | 32,798           | 20,583           | 41,514             |
| 2015年 | 33,912           | 21,193           | 42,737             |
| 2016年 | 34,220           | 21,566           | 43,490             |
| 2017年 | 34,603           | 21,665           | 43,689             |
| 2018年 | 34,721           | 22,149           | 44,663             |

### 年度別1日平均乗車人員（1930年代—1940年代）
各年度の1日平均乗車人員は下表の通り。
| 年度               | 1日平均 乗車人員 |
| ------------------ | ---------------- |
| 1931年（昭和06年） | 920              |
| 1932年（昭和07年） | 1,207            |
| 1933年（昭和08年） | 1,207            |
| 1934年（昭和09年） | 1,236            |
| 1935年（昭和10年） | 1,041            |
| 1936年（昭和11年） | 1,524            |
| 1937年（昭和12年） | 1,392            |
| 1938年（昭和13年） | 1,494            |
| 1939年（昭和14年） | 1,609            |
| 1940年（昭和15年） | 1,877            |
| 1941年（昭和16年） | 1,601            |

## 相鄰車站
西日本旅客鐵道
 琵琶湖線（東海道本線）
- 特急「遙」（往關西機場只限3號月台）「琵琶湖特快」停車站

■新快速、■普通（包括在京都站或高槻站以西變為快速列車者）
大津（JR-A29）－山科（JR-A30）－京都（JR-A31）
 湖西線（京都－山科之間為東海道本線）
■新快速、■快速、■普通（包括只限平日運行的高槻站開出的快速列車）
京都（JR-B31）－山科（JR-B30）－大津京（JR-B29）
京都市營地下鐵
 東西線
東野（T06）－山科（T07）－御陵（T08）

### 初代山科站
鐵道省（國有鐵道）
東海道本線（舊線）
大谷－山科（舊站）－稻荷

## 外部連結
- 山科｜車站資訊：JR出門網 - 西日本旅客鐵道
- 山科站 （页面存档备份，存于） - 京都市交通局